# Canavalia pubescens
Canavalia pubescens är en ärtväxtart som beskrevs av William Jackson Hooker och George Arnott Walker Arnott. Canavalia pubescens ingår i släktet Canavalia och familjen ärtväxter. IUCN kategoriserar arten globalt som akut hotad. Inga underarter finns listade i Catalogue of Life.

## Bildgalleri

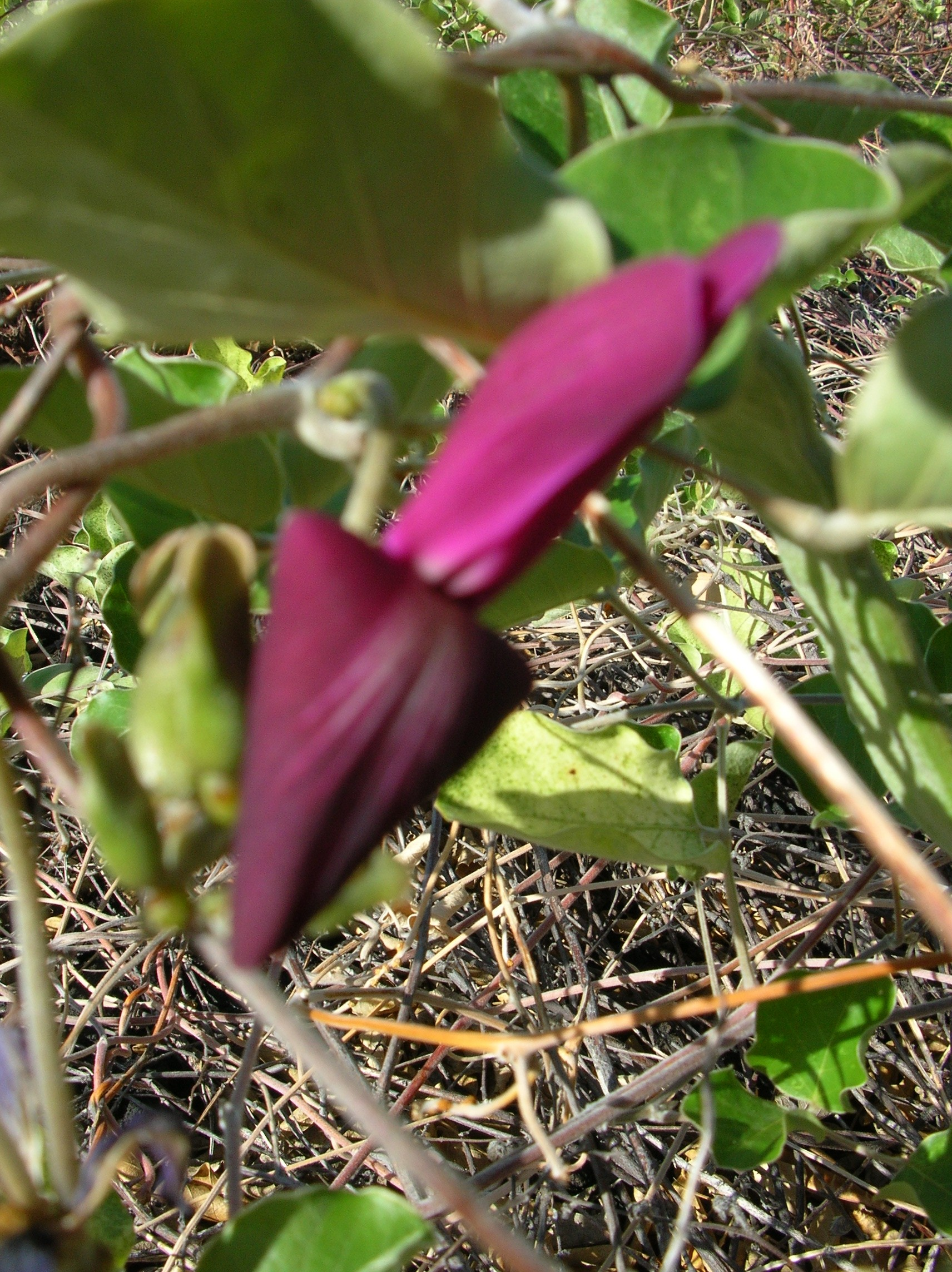
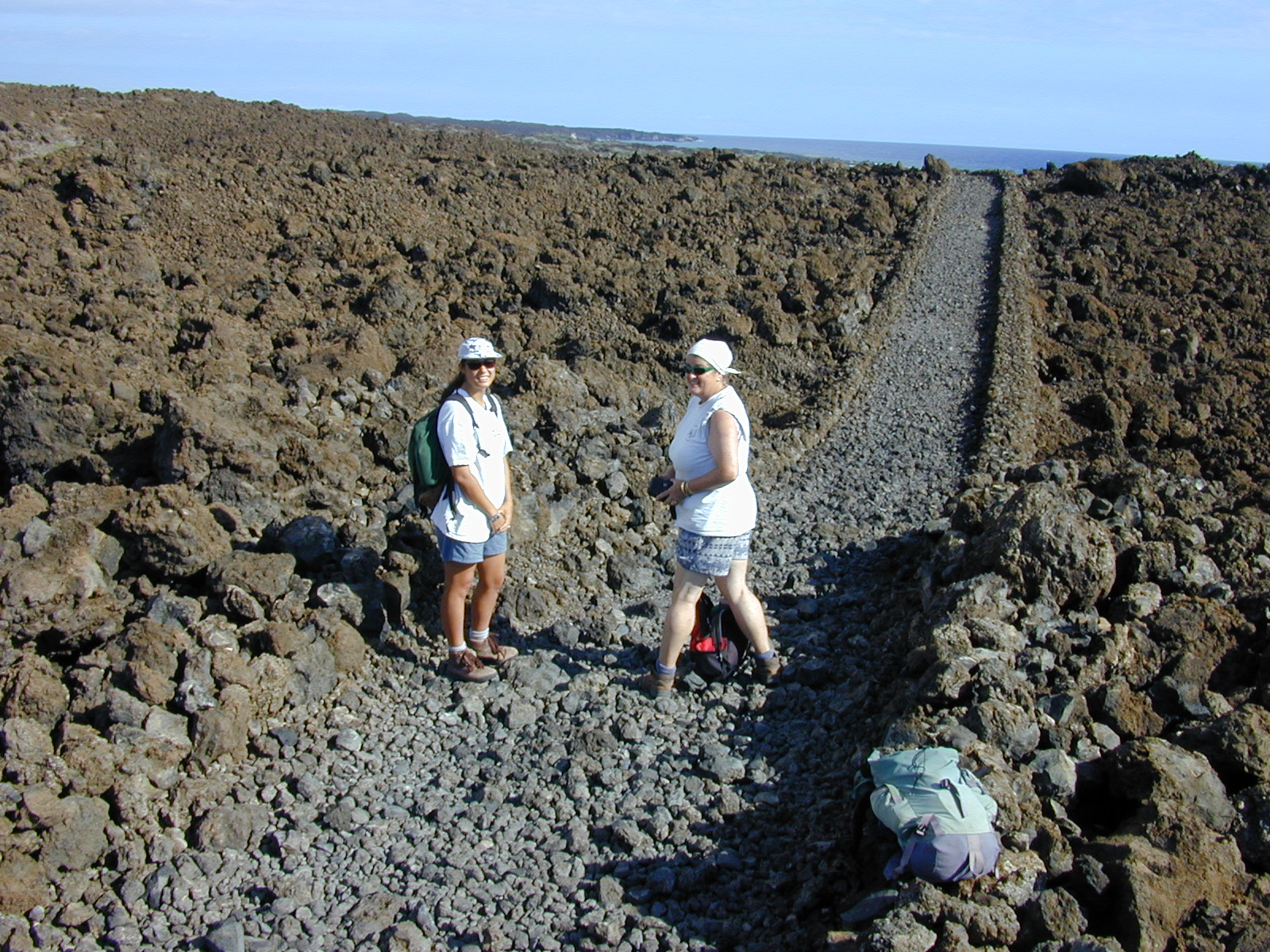
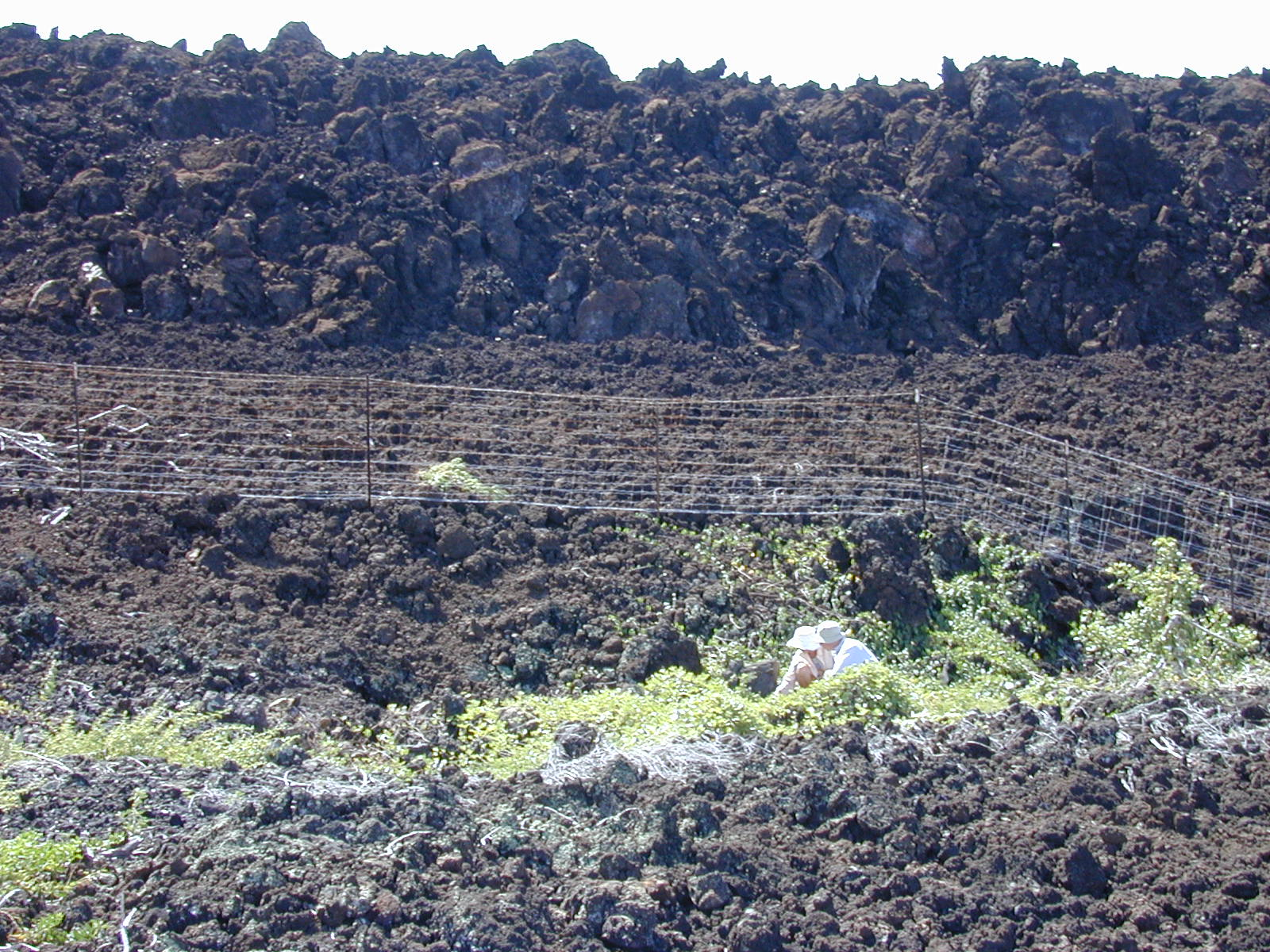
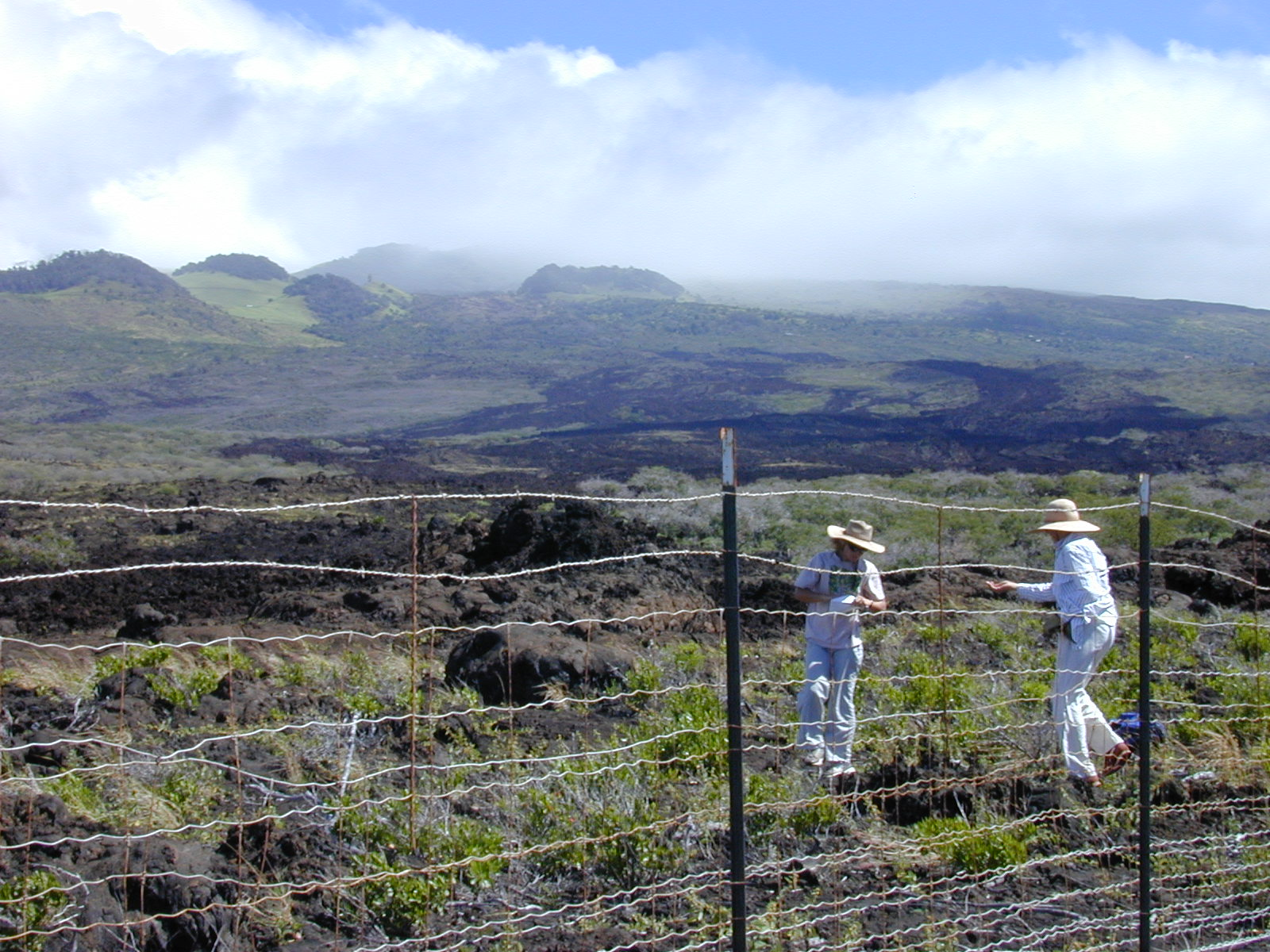
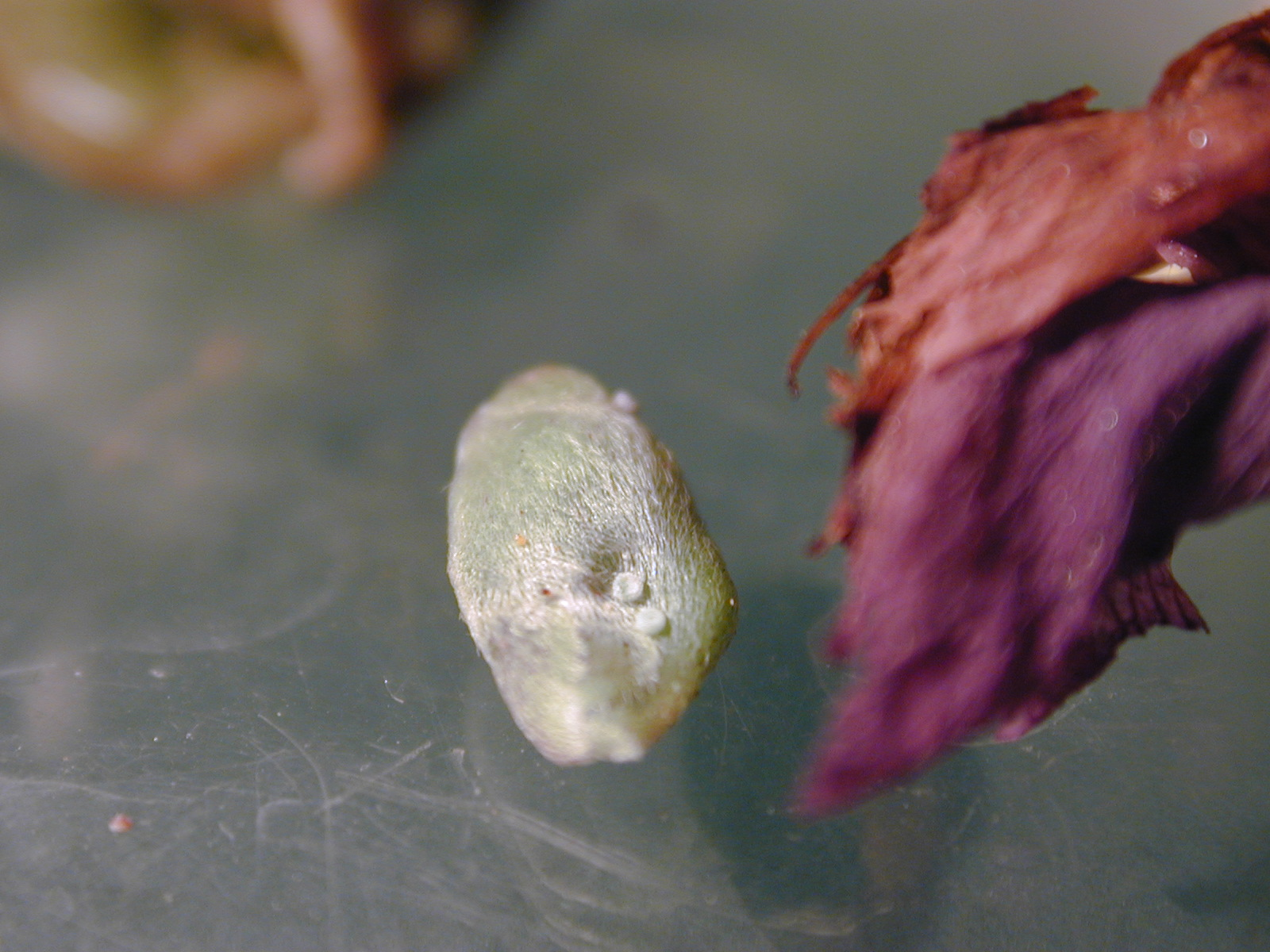